# 대한민국의 원자력 발전
대한민국은 2024년 기준으로 6곳의 원자력 발전소와 24기의 원자로를 가동 중이다. 발전량 기준으로는 세계 6위이며, 회사 단위로는 세계 2위의 원자력발전회사인 한국수력원자력이 있다. 원전은 한국 내 전체 전기 생산의 30%를 차지하고 있다.

## 원자력 발전소 운영
대한민국 원자력 발전소는 2001년 4월 2일 설립된 한국전력공사 계량발전회사인 한국수력원자력에서 독점 운영하고 있으며, 국무총리 직속 대한민국 원자력안전위원회가 산하 위탁집행형 준정부기관인 한국원자력안전기술원 및 한국원자력통제기술원을 통하여 감시감독을 하고 있다.

## 역사
1956년 이승만 대통령은 미국 대통령의 과학고문이었던 워커 리 시슬러(W. L. Cisler)박사를 만나 원자력이 우리나라의 에너지원으로 큰 역할을 할 것이라고         확신하고 원자력 도입을 처음으로 결정하였다. 이를 위해 1956년 정부 조직으로 원자력과가 신설되고 한미원자력협정을 체결하였다.
이후 1958년 원자력법을 제정하였으며, 같은 해 10월에 원자력원과 원자력연구소가 설립되었다. 원자력 전문 인력 양성을 위해 1958년 한양대에 최초로 원자력공학과가 신설되었고, 1959년에는 서울대에도 원자핵공학과가 만들어졌다. 초기의 연구소는 기초 연구, 원전의 기술, 안전, 경제성 조사, 원전 부지 확보, 인력양성, 방사성동위원소 및 방사선 이용 확대 등의 업무를 수행했다. 최초의 연구로인 트리가 마크-Ⅱ를 미국으로부터 도입하여 1959년 건설을 시작하여 공, 1962년부터 운영을 시작하여 기초적인 실험과 교육훈련, 동위원소 생산에 사용하였다.
대한민국은 경제성장을 뒷받침하는 전력원으로 원자력을 선택하였고, 1969년 원자력위원회에서 ‘원자력 연구개발 및 이용의 장기계획(1972-1989)을 수립하였다. 1964년부터 원전 부지 선정 업무를 착수하여 고리를 첫 원전 건설지로 최종 선정하였고, 1978년 고리 1호기가 최초로 상업운전을 시작하였다.
1980년대에는 고리와 영광, 울진에 가압경수로가 건설되고 월성에는 캐나다로부터 중수로가 도입 건설되었다. 원전 건설과 더불어 미국, 캐나다로부터 원전 기술을 도입하면서 국가정책으로 한국원자력연구원을 중심으로 원자력의 기술 자립을 시작하였다. 그 결과 중수로핵연료와 경수로핵연료의 국산화를 이루었고, 1995년에는 다목적 연구로인 하나로를 자력으로 건설하였다.
1994년 원자력위원회는 ‘2030년을 향한 원자력 장기 정책방향’을 의결하여 원전 건설의 기술자립과 원자력 수출을 향한 대장정을 시작하였다. 미국으로부터 핵증기공급계통의 설계기술을 전수받아 원자력 기술자립과 국산화를 이루었다. 1,000MW의 한국표준형원전 OPR1000(Optimized Pressurized water Reactor, 후에 APR-1000으로 개량됨)이 개발되어 최초로 1998년, 1999년에 각각 한울 3·4호기가 건설되었다.
2000년대에는 미자립 핵심 기술인 원전설계코드, 원자로냉각재펌프, 원전제어계측장치 기술개발을 착수하여, 2012년 모든 기술의 완전한 자립을 완료하였다. 원전의 설계부터 기기 공급, 건설, 시운전 및 운영까지 모든 원자력 산업기술의 자립을 이룩했다.
이를 바탕으로 안전성 및 경제성을 크게 개선한 1400MW의 전기출력을 갖는 APR-1400(Advanced Power Reactor-1400MW)을 개발하게 되었다. 신고리 3·4호기와 2009년에 아랍에미리트에 수출계약을 맺은 4기의 원전이 APR-1400이다. 또한 연구용 원자로 부분에서는 2009년 요르단에 JRTR 연구용 원자로를 수출하여 2016년 완공하는 성과를 이룩하였다. 소형모듈형 원자로 부분에서는 2015년 사우디아라비아와 우리 기술로 설계한 다목적 소형로인 스마트 원자로 설계 기술을 수출하는 계약을 체결하였다.

### 핵연료 국산화
1976년 12월 한국핵연료개발공단이 대덕연구단지 내에 설립되면서 원전의 핵연료 국산화 기술 개발이 본격적으로 시작되었다.
중수로 핵연료 국산화 기술개발은 캐나다 핵연료 제품을 대상으로 모양을 본뜬 다음, 재료와 특성 등을 하나하나 분석해 설계하는 방법으로 진행했다. 1983년 핵연료 개발의 마지막 단계인 노내 핵연료 검증시험이 캐나다의 NRU 연구용 원자로에서 성공적으로 수행됨에 따라, 세계적으로 성능이 공인된 국산 핵연료가 개발되었다. 1984년 국산 핵연료가 최초로 월성원전에 장전되었으며, 1년 간의 노내 조사를 마치고 성능을 확인 한 후, 1987년 7월 양산 공장을 준공하여 월성원전의 핵연료 전량을 국산 핵연료로 대체했다.
경수로 핵연료 국산화는 1983년부터 본격 추진됐다. 1988년 6월 모의 경수로 핵연료 집합체 생산에 최초로 성공한 데 이어, 같은 해 10월 15일 국산 경수로 핵연료 생산을 개시해, 12월 28일 제1호 국산 경수로 핵연료가 탄생한다. 이듬해인 1989년에는 고리 1호기 핵연료를 생산, 1년 뒤인 1990년 2월 17일 고리 2호기에 장전함으로써 경수로 핵연료 국산화가 완성됐다. 현재 국내 가동 중인 중수로와 경수로 원전의 핵연료를 한전원자력연료(주)에서 전량 생산하여 공급하고 있다. 또한 전량 해외에 의존하였던 핵연료 피복관을 한국원자력연구원에서 개발하였고, 한전원자력연료(주)에서 생산하게 되어 완전한 핵연료 국산화를 달성하게 되었다.

## 원자력 발전의 장점

### 경제성
우리나라는 전력의 수출 및 수입이 불가능한 고립계통 국가이다. 해마다 전기를 생산하기 위해 에너지의  42.5%를 투입한다. 최종 소비되는 에너지의 약 20%가 전기인데, 그 중 원자력이 약 30%를 차지한다. 즉, 원자력은 우리가 사용하는 에너지의 대략 12%를 공급하고 있다. 원자력발전은 기술·자본 집약적인 전원으로 발전비용 중 연료비 비중이 5～7%에 불과하다.
원전 연료인 저농축우라늄은 ‘한미원자력협정’에 의해 공급이 보장된다. 또한 원전연료는 부피가 작아 작은 공간에 비축이 용이하다. 1979년의 2차 석유위기 당시, 대부분의 전기를 석유에 의존하고 있어 1년여 동안 전기요금이 3배 이상 상승한 바 있다. 따라서 원자력은 에너지자원의 절대 빈곤상태에서 에너지안보를 유지하는 역할을 하고 있다.
일부 국가에서 원자력의 경제성이 상실되거나 원전 사후처리비가 불확실해서, 경제성이 재고되고 있지만, 우리나라에서 원전은 아직 다른 전원에 비해 경제적이다. 비용에는 국제수준 이상의 원전 사후처리비가 반영되어 있다. 오랜 기간 동안 원전의 발전단가는 kWh당 40원 선에서 유지되었고, 국내산업의 국제경쟁력을 유지하는 데 기여해왔다. 1982년 이후 소비자물가는 약 270%가 올랐지만 전기요금은 약 50%가 올랐다.
원전산업은 엔지니어링, 건설, 운영, 정비 및 연구개발 분야의 일자리 창출과 파급효과도 매우 크다. 원전은 10년 정도의 건설기간이 소요되고 40년 이상 운영되므로, 규모와 지속기간에 있어 다른 산업에 비해 관련 산업에 미치는 영향이 지대하다. UAE 원전 수출과 운영권 수주가 좋은 예이다. 운영권 수주에 따라, 향후 60여 년 간 안정적인 해외 일자리 창출과 54조 규모의 매출이 예상된다.

### 환경 친화적인 에너지
2015년 12월 세계 195개국 대표들은 2020년 만료되는 교토의정서를 대체하기 위한 파리기후협정을 채택했다. 협정에서는 지구의 평균기온 상승한도를 산업화 이전 대비 2°C 이하로 유지하고, 향후 1.5°C 이하로 제한하기 위한 노력을 추구하기로 했다. 각국은 2030년까지 자발적으로 온실가스 감축목표(INDC)를 발표하기로 했다. 국가별 감축목표 유형은 절대량 또는 배출전망치(BAU) 대비 방식이며, 우리나라는 2030년 배출전망치(BAU) 대비 37% 감축을 목표로 설정하였다. 이중 25.7%는 국내에서, 11.3%는 국제탄소시장 거래를 통해 달성키로 했다. 2030년 배출전망치(BAU)는 8.51억 CO2톤으로 추정되므로 순수하게 국내 목표배출량은 6.32억 CO2톤이다. :>
온실가스종합정보센터의 「2015 국가 온실가스 인벤토리 보고서」에 따르면 2013년 우리나라 온실가스 총배출량은 6.95억 CO2톤으로, 독일에 이어 세계 7위권이다. 총배출량 중 전환(발전) 부문이 차지하는 양은 약 1/3인 2.30억 CO2톤 수준인데, 그나마 원전의 발전 비중이 높아 발전 부문의 배출량이 전체 에너지투입비율에 비해 낮기 때문이다. 화석연료 이용은 온실가스 배출을 필수적으로 동반하지만, 원자력은 운영 중 탄소산화물을 배출하지 않는 무탄소전원이다. 원자력이 배제되면 미래 전원구조에서 온실가스 배출목표 달성은 불가능하다.
IAEA의 전주기분석(LCA, life cycle analysis)에 의한 온실가스배출량은 석탄을 이용한 화력발전의 경우 991g/kWh으로 원자력발전 10g/kWh에 비해 99배가 더 높다. 원전은 발전과정에서 온실가스를 전혀 배출하지 않고, 다만 우라늄의 채굴, 농축, 발전소해체 등의 과정에서 부분적으로 온실가스 배출을 유발한다.
우리나라는 제2차 에너지기본계획에서 장기적인 온실가스 감축정책의 일환으로 원전의 비중을 지금의 22%에서 향후 29%로 확대하고, 온실가스 배출이 원전과 비슷한 수준인 신재생에너지의 발전량도 대폭 확대한다는 목표를 설정하였다. 그러나 일본의 후쿠시마 원전사고 이후 악화된 원전 수용성을 감안하면, 원전비중 확대 목표는 달성이 쉽지 않을 전망이고, 신재생에너지 발전의 추가적인 도입도 여의치 않은 상황이다. 2017년 운전정지가 확정된 고리 1호기를 제외하고 제7차 전력수급계획 수립 종료해인 2029년까지는 원자로 11기, 9백만kW에 해당하는 원전들의 운영허가기간이 만료될 예정이다.
저탄소전원의 비중 확대 외에 발전 부문에서 온실가스를 저감하는 수단으로 수요절감, CCS(carbon capture & storage 탄소포획저장), 송배전손실저감, USC(ultra super-critical, 초초임계압발전) 등의 발전 관련 신기술들이 검토되고 있다. 그러나 수요절감, USC 등은 이미 배출전망치(BAU)에 반영되어 있고, CCS는 미리 반영하기 어려운 미래의 기술이며, 송배전손실저감 기술은 우리나라가 이미 세계 최고 수준이어서 추가적인 저감 노력이 한계에 이른 상황이다. 만일 온실가스 배출규제가 강력하게 시행된다면 가스발전을 석탄발전보다 우선적으로 활용하는 식의 발전구성 변화노력이 대안으로 고려될 수 있다. 그러나 이 방법 역시 막대한 비용이 드는 감축수단이어서 전기요금의 대폭적인 인상요인이 된다.

## 한미원자력협정
(구)한미원자력협정은 1956년 대한민국과 미국간에 체결된 조약으로, 1972년과 1974년에 개정되었고, 2011년 3월 3일 서울에서 제 2차 협상 개최이후 2014년 11일까지 11차 협상 진행되었고, 2013년 4월 24일 한미, 협정 만기 연장 공식 발표 되었다. 이듬해 3월 18일에 한미 원자력협정 만기 2년 연장안을 공식발표했으며, 2015년 4월 22일에 한미, 협상타결 및 개정 원자력협정 가서명이 이루어졌다. 이후 한미 양국은 새로운 원자력협정안이 발효하는 데 필요한 국내 절차를 각각 진행되었다. 우리나라는 법제처 심사를 통해 국무회의와 대통령 재가를 통해 승인을 마무리하였다. 미국은 대통령 승인을 이후 협정문을 미국 의회에 제출한 뒤 의회 검토절차가 완료되었다. 그리고 11월 25일 윤병세 외교부 장관과 마크 리퍼트 주한 미국대사가 만나 새로 개정한 ‘대한민국 정부와 미합중국 정부간 원자력의 평화적 이용에 관한 협력 협정’ 발효를 위한 외교각서를 교환하였다.
(신)한미원자력협정안은 사용후 핵연료 관리, 원전연료의 안정적 공급, 원전수출 증진과 같은 3대 중점 추진 분야와 원자력 연구개발 분야의 관련 조항들을 전면 개정하였다. 무엇보다 우리나라는 새 협정안을 통해 국익과 원자력 자율성을 크게 확대할 수 있게 되었다. 기존에는 구 협정안 때문에 미국에 대해 무조건적으로 의존할 수밖에 없었다. 또 까다로운 통제 때문에 원자력과 관련된 각종 연구 활동에 제한을 받았다.

## 원전 발전비용
원자력발전의 경제성을 분석할 때 발전비용(cost of nuclear power) 자주 언급하게 되는데, 그러한 발전비용으로는 실적원가, 정산단가, 균등화비용(levelized cost) 등이 있다. 흔히 kWh당으로 표시되기 때문에 '발전단가'라고도 한다. 발전비용은 발전소의 건설비, 운전유지비, 연료비 등으로 구성되며, 운전유지비에는 인건비, 수선유지비, 경비, 일반관리비 등이 포함된다. 특히 원전의 운전유지비에는 해체비용과 중저준위폐기물 및 사용후핵연료 처분비용 등 사후처리비가 포함된다.
실적원가는 일정기간 동안(통상 1년) 원자력발전을 위해 발생된 비용을 동일기간에 생산한 전력으로 나누어 구한 값이다. 발전소 건설비는 적용되는 회계기준에 따라 일정하게 배분되고, 발전량은 전력계통의 운영, 발전기의 고장정지율에 따라 변동되므로 kWh당 표시되는 고정비가 다르게 배분된다. 또한 발전기의 운전상태에 따라 발전효율이 변하고, 연료비도 변동된다. 따라서 실적원가는 매년 달라진다. 최근 유가급락으로 가스와 석유발전 비용이 역전된 것이 그 예이다. 실적원가는 발전회사 내부자료로 관리되며 일반에게는 발표되지 않는다.
전력시장 정산단가는 전력시장운영규칙에 따라 각 발전기에 적용되는 가격이다. 전력시장에 참여하는 발전기들은 일일전(day ahead)에 용량선언을 통해 다음날 전력시장에 참여한다. 전력거래소의 급전지시에 따라 발전을 하게 되면, 용량요금, 전력량요금, 부가서비스요금 등 다양한 항목의 수익이 정해지고, 이것을 발전량으로 나누면 '정산단가'가 된다. 정산단가에는 전기요금의 급등을 막기 위해 한전의 발전자회사에 대해서 ‘정산조정계수’를 적용한다. 그러다 보니 정산단가 역시 변하게 된다. 정산단가는 전력거래소의 '전력시장운영실적'을 통해 일반에게 발표되는데, 언론에서 이를 발전단가로 표시하기 때문에 대중의 혼란을 일으키곤 한다. 원자력의 정산단가는 2013년 39.07원에서 2015년 62.69원으로 급등한 것으로 알려져 있다. 이러한 발표는 원자력발전비용이 급격히 상승하여 경제성이 없어지는 것으로 오해를 불러일으키고 있다. 하지만 이는 정산조정계수의 변경에 따른 결과일 뿐, 실제로 원자력발전 비용이 증가한 것은 아니다. 발표된 정산단가는 매년도 원자력발전회사의 경영실적을 판단하는 자료의 하나일 뿐이다.
원자력발전소들은 전원별로 고정비와 변동비의 비율이 다르고, 운전수명도 각기 다르다. 따라서 발전비용의 변동이라는 혼란을 피하고 전원간 발전비용을 비교하기 위해 성립된 방법이 균등화비용(LCOE, levelized cost of electricity)이다. LCOE 방법은 일정 할인율로 모든 비용을 한 시점에 모아 평가하는 방식으로 국가별·전원별 비용 비교에 유용하기 때문에 많은 나라들과 국제기구에서 널리 활용하고 있다. 우리나라도 전력수급계획이나 에너지기본계획에서 전원별 LCOE를 평가하여 미래 전원선택을 위한 기초자료로 활용하고 있다. 2014년 발표한 제2차에너지기본계획 수립 시 평가된 140만kW급 원전의 발전비용은 49.73～48.77원이었다. 이 비용은 이용률 80%를 기준으로 하고 사후처리비, 사고위험대응비용, 정책비용 등이 포함된 비용이다. 에너지기본계획 수립 시에는 이 결과를 근거로 원전의 비중을 결정하고 있다.

## 원전 사회적비용
원전 사회적비용(external cost of nuclear power)이란 원전 가동 시 사고발생확률과 피해비용을 적용해 책정한 모든 외부비용을 말한다.
사회적비용은 크게 사적비용과 외부비용으로 구성된다. 그러나 여기에서 다루는 원전의 사회적비용은 원전의 가동으로 인한 외부비용을 주로 의미하며, 이 경우에 발전비용은 사적비용으로 간주된다.
원전의 사회적비용은 중대사고가 발생하면 부담해야 하는 배상비용, 오염제거비용, 폐로비용 등을 포함한 '사고위험대응비용(사고비용)'을 말한다. 일본에서 후쿠시마 원전사고가 발생했을 때 일본원자력위원회는 사고비용을 평가함에 있어 두 가지 방법론을 고려하였다. '손해기대치 접근법(손해기대치법)'과 '상호부조를 고려한 손해배상제도의 사고위험비용 접근법(상호부조법)'이다. 손해기대치법은 추정 손해산정액과 중대사고의 발생확률을 곱한 값에 원전의 발전량을 나눈 값이다. 상호부조법은 보험과 유사한 방식으로 사고발생 시 원전사업자가 연대하여 책임지는 것을 전제로 한다. 일본의 비용평가위원회는 실제로 중대사고가 발생하였고, 예상되는 사고비용을 원전발전비용에 부가하여 회수한다는 의미에서 상호부조법을 채택하였고, 이에 따라 평가된 사고비용을 전원간 발전비용 산정에 활용하였다.
우리나라에서는 제2차 에너지기본계획 수립 시 원전 워킹그룹(WG)에서 사고비용을 최초로 추정하였다. 원전 WG은 상호부조법에 의한 사고비용 추정은 대상 원전사업자를 국가로 한정함으로써, 원전 운영기수가 많은 국가의 kWh당 사고비용이 낮아지고 반대로 원전 운영기수가 적은 국가는 사고비용이 원전 운영기수에 반비례하여 증가하는 논리적 모순이 발생한다고 판단하여 손해기대치법을 적용하였다.
사고비용은 과거 중대사고의 사례를 활용하였다. 사고비용 사례는 미국의 스리마일섬(TMI) 원전사고 10억 달러(약 2조원), 구소련의 체르노빌 원전사고 2,350억 달러(약 265조원), 일본의 후쿠시마 원전사고 5.8조엔(81조원)이었다. 중대사고 발생확률은 IAEA(국제원자력기구)와 NRC(미국원자력규제위원회)의 1.0×10-5/년간, 세계원전운영 실적 3.5×10-4/년간, 일본원전운영 실적 2.0×10-3/년간 등을 적용하였다. 이에 따라 원전 WG은 이용률 80%에서 사고위험대응비용을 0.0029～23.1164원/kWh의 범위로 사정하였으며, 사고비용과 발생확률에 대해 토론을 거쳐 세계원전운영 기준의 사고발생확률과 후쿠시마사고의 피해비용을 적용한 4.05원/kWh을 선택하여 원전 발전비용에 반영하였다. 아울러 원전 WG은 에너지기본계획의 사고비용평가 결과는 범위 제시에 의의를 가지며, 동비용에 대한 분석과 토론이 향후 지속되어야 함을 보고서에 적시하였다.
원전사고에 대비하여 원전사업자들은 원자력손해배상책임보험에 의무적으로 가입을 한다. 우리나라는 가입국은 아니지만 '비엔나협약'에 따라 원자력손해사고보상액, 약 5천억 원을 한도로 하는 보험에 가입하고 있다. 5천억 원 이상의 피해 발생 시에는 일단 정부가 국회의 동의를 얻어 보상을 하게 된다. 해당 보험의 보험료는 발전비용에 이미 반영되어 있다.

## 원자력 발전의 단점
원전 건설기간은 대략 10년 정도이다. 신규건설이 제안되고, 설계⋅건설⋅시험운전⋅준공에 오랜 기간이 소요되어 미래의 상황변화에 유연한 대처가 어렵다. 원전건설이 시작되면 취소가 불가능하므로 과다설비의 원인이 되기도 하고, 일시적인 공사중단도 심각한 재무적 위기상황을 불러올 수 있다. 전 세계적으로 보아도 원래 계획대로 준공된 원전을 찾아보기 어려울 정도이다. 미국이나 일본과 같이 민간기업이 원전을 운영하는 나라들에서는 원전프로젝트의 자본조달비용이 상승하여, 원전의 경제성이 위협 받거나 상실되기도 한다.
원전은 발전비용 중 고정비의 비중이 높고, 변동비의 비중은 아주 낮다. 따라서 정격용량으로 계속 가동하는 것이 경제적으로 유리하고, 운전의 안정성도 향상된다. 그러나 전체 전력시스템에 원자력이나 재생에너지 발전용량이 증가할수록 안정적인 계통운영이 어려워진다. 원전과 재생에너지는 경직전원이다. 또한 재생에너지는 간헐전원이기도 하다. 유럽, 일본, 미국의 일부 지역에서는 이미 재생에너지 발전량이 전력수요를 일시적으로 넘어서는 현상이 발생하고 있다. 이런 상황에서는 재생에너지 발전을 일시적으로 중단하거나, 전력망이 연계된 경우라면 전력을 외국으로 수출하는 방식으로 대처할 수 있다. 반대로 원전이 갑자기 고장나거나 재생에너지 발전이 중지되면, 빠른 시간 내에 대응할 수 있는 설비가 필요하다. 그렇지 못하면 전력수급에 차질이 발생한다. 이를 대비하여 백업전원이나 ESS(energy storage system, 에너지저장시스템) 등이 필요하다. 하지만 일정수준 이상의 원전이나 재생에너지 확보는 추가비용 발생의 원인이 된다.
방사성물질을 방출하는 원전폐기물은 안전하게 관리, 폐기되어야 한다. 중저준위폐기물 처분시설은 어렵게 마련했지만, 고준위방사성폐기물인 사용후핵연료 처분 방안은 이제 겨우 준비 중에 있다. 사용후핵연료 처분시설은 핀란드 등 소수의 국가에서 건설 중이지만, 원전 운영국가들의 대부분이 비슷한 상황이다. 사후처리비용도 무시할 수 없다. ‘비용평가위원회’의 주기적 분석을 통해 적정한 수준의 처분비용이 반영되고 있지만, 전체비용이 크게 증가하고 있어 원전에 대한 경제성을 위협하고 있다. 폐기물처분장 마련에 대한 전망이 어려워지면 원전은 지속가능한 발전원이 될 수 없다.
일본의 후쿠시마 원전사고 이후, 우리나라에서 원전안전성에 대한 우려감은 더욱 높아지고, 원전에 대한 지역주민의 수용의사는 더 낮아지고 있으며, 경주 일원의 지진발생으로 원전에 대한 지지도는 더욱 위축되었다. 이러한 문제점을 극복하기 위하여 원전 주변 해안방벽 증축, 방사성물질 여과 및 배기설비 설치 등 원전 안전성 제고 노력과 설비보강이 추진되고 있고, 내진설계 기준도 2g에서 3g로 강화되어 기존 원전시설에 대한 보강계획이 추진 중이다.

## 원자력 국민인식
한국원자력문화재단이 2016년 원자력 국민인식에 대한 조사를 실시한 결과에 의하면, 원자력 종합인식도가 61.5점으로 나타났다. 원자력 종합인식도는 원자력 발전의 필요성, 안전성, 국가적 혜택, 개인적 혜택, 환경친화성 등 5대 요인별 점수에 중요도를 반영하여 산출했다.
응답 결과, ‘국가적 혜택’(69.1점), ‘원자력발전 필요성’(67.8점), ‘개인적 혜택’(67.0점), ‘환경친화성’(58.1점), ‘원자력발전 안전성’(56.6점) 순으로 나타나 ‘안전성’에 대한 점수가 가장 낮은 것으로 조사되었다. 반면, ‘원자력 안전성’의 중요도 비중은 55.3%로, 다른 어떤 요인보다 종합인식도에 가장 큰 영향을 미치는 것으로 나타났다.
원자력 발전에 대한 태도를 의미하는 ‘발전수용 태도’는 50.9점이었으며, '거주지 내 원전 건설' 수용도 37.5점으로 최저로 나타났다. 신뢰 정도는 ‘기술 수준 신뢰’(60.9점), ‘사업자에 대한 신뢰’(57.8점), ‘정부에 대한 신뢰’(52.8점) 순으로 조사되었다.
2016년 9월 12일 발생한 경주 지진으로 인해 원자력발전에 대한 인식이 변화했느냐는 질문에, 그 이전에 비해 태도가 부정적으로 변화되었다는 응답이 전국적으로 38.9%으로 나타났으며, 같은 질문에 ‘부산/울산/경남’ 지역에서는 74.1%로 나타나, 지진을 경험한 지역의 인식 변화가 다른 지역과 비교해 큰 것으로 파악됐다.
발전원별 선호도 조사에서는 안전성, 친환경성, 경제발전 기여, 일자리 창출 등 대부분의 분야에서 신재생에너지가 가장 높게 나타났다. 원자력은 2순위인 경우가 많았으며, ‘저렴한 전기 생산방식’에서는 1위를 기록하였다.
안전성에 대한 응답을 2015년 조사와 비교해보면, 12.5% 포인트 상승한 52.6%가 ‘원전이 안전하다’고 생각하는 것으로 나타났다. 이는 후쿠시만 원전사고 이후 처음으로 과반을 넘은 결과로, 2016년 경주 지진을 계기로 원전 안전과 관련된 관심과 더불어 정보가 많아짐에 따라 이 과정에서 원전에 대해 정보를 접함으로써 인식의 변화를 가져온 것으로 해석된다.

## 원자력 발전소의 건설

### 절차
원자력발전소 건설은 전력수급기본계획에 의한 연도별 발전소 건설계획을 기준으로 진행된다.
1. 입지소요전망 및 확보시기를 검토
2. 지점 및 환경조사 : 입지확보의 불확실성을 고려하여 발전소 준공 155개월 전부터 착수한다.
3. 부지 선정 : 환경조사를 통해 지질이 견고한 암반지역, 인구밀집 지역에서 5km 이상 떨어진 지역, 지형 및 지질 등이 발전소 건설에 적합성 여부를 고려하고 자연환경 훼손이 최소화되도록 관계 법·령과 절차에 따라 선정한다.
4. 서류제출 : 사업자(한국수력원자력)가 전원개발에 관한 특례법에 의거, 전원개발사업 실시계획승인 신청서와 관계서류를 첨부하여 정부(산업통상자원부)에 제출한다.
5. 정부가 전원개발사업 실시계획을 승인·고시 : 정부는 해당 지방자치단체장의 의견을 수렴하고, 이를 토대로 관계부처의 장과 협의한다. 해당 지방단체장이 실시계획 승인 내용 사본을 받아 토지소유자 및 이해 관계자에게 열람·공고케 하면 실시 계획 승인이 완료된다.

- 건설허가 : 사업자에게 필요한 절차로, 안전심사 결과를 토대로, 원자력안전위원회에서 원자로 시설의 건설을 허가하는 절차이다. 건설허가 신청 시, '건설허가신청서'와 첨부서류인 '방사선환경영향평가서'를 제출하여야 한다. 환경부, 한국원자력안전기술원 등의 심사 결과를 토대로 원자력안전위원회에서 심의·의결을 거쳐 원전의 건설허가 여부를 결정한다. 건설허가 심사는 관련 규제 요건 및 기술기준에 부합하도록 원자로 시설의 부지 및 예비설계에 대한 안전성의 확보 여부를 확인하며, 원자력발전소의 전반적인 계통에 대한 종합적인 안전성을 평가한다. 또한, 환경에 대한 영향 및 그 영향의 최소화를 위해 제시된 방안을 평가한다. 이때 대상 지역 주민의 의견을 수렴한 내용이 환경영향평가서나 방사선환경영향평가서에 반드시 포함되어야 한다.    사업자가 최초 콘크리트타설 이전에 승인을 취득해야 하는 것으로, 원전설계의 안전성 확보가 되기 전에는 건설에 착수할 수 없으며, 사업자가 설계의 완벽성을 입증해야 하는 절차이다.
- 안전심사 : 관련 규제요건 및 기술기준에 부합하도록, 원자로 시설의 안전성 확보 여부를 확인하는 심사이다.

### 입지 조건
원자력안전법·령에서 정한 다음과 같은 원자력발전소 입지조건에 대한 규제기준을 고려하여 원자력발전소 입지를 선정한다.
- 지질 및 지진학적 특성을 조사하여 지진 또는 지각변동이 일어날 가능성이 희박하다고 인정하는 곳
- 위치 제한은 제한구역 주변 지역으로서 지역에 거주하는 주민에 대하여 방사성물질의 누출사고가 발생할 경우 그 주민의 소개 등 필요에 따라 적절한 조치를 취할 수 있는 지역
- 기상조건은 그 시설로부터 방사성물질이 대기 중에 방출되는 경우 확산·희석되는 특성이 기준에 적합할 것
- 동 시설은 상류의 저수지 또는 댐 유실과 비 등에 의한 하천범람에 영향을 받지 아니하는 곳으로 부지 주변의 표층수 또는 지하수의 수문학적 특성을 조사·평가한 결과가 주변의 수중환경에 영향이 없을 것
- 항공기의 추락, 위험물의 생산 또는 취급하는 산업시설이나 수송시설로부터의 사고에 의한 영향 등을 기준에 따라 조사·평가하여 장해가 없다고 인정될 것
- 해일·태풍·홍수·폭설 또는 폭우 등의 자연현상을 조사·평가하여 중대한 사고의 원인이 될 수 있는 재해 가능성이 없다고 인정되는 곳

일반적인 입지 조건 사항은 다음과 같다.
- 충분한 용지확보 : 100만kW급 원전 6기를 건설할 경우, 소요면적 220만m2가 요구
- 공업용수와 냉각수 공급이 쉬운 곳 : 100만kW급 원전 6기를 건설할 경우, 공업용수 12,000m3/일, 냉각수 1,300,000m3/시간이 필요
- 건설을 위한 대형선박 2,000톤 규모의 접안이 가능한 7m 이상의  수심을 확보하는 곳
- 부하 중심에서 가까워 송전 및 계통망 구성이 가능한 곳
- 부지 진입이 용이한 곳
- 건설 재료원의 취득 및 건설을 위한 기자재 운반이 용이한 곳

### 설계
원자로시설 등의 기술기준에 관한 규칙(원자력안전위원회 규칙 제17호) 제13조(외적 요인에 관한 설계기준)에서는 안전에 중요한 구조물, 계통 및 기기는 지진, 태풍, 홍수, 해일 등과 같이 예상 가능한 자연현상의 영향에 의하여 그 안전기능이 손상되지 않도록 설계하여야 한다고 규정하고 있다. 따라서 시설의 설계 단계에서 원자력시설 부지에서 발생이 예상되는 자연재해(지진, 태풍, 해일 등)별 영향을 고려해야 하며, 변수(지반가속도, 풍속, 해수위 등)의 종류와 그 크기도 함께 예상해 시설이 안전하도록 설계하여야 한다.
이를 위해 지질, 지진 및 지반공학 분야에서는 지형, 지질, 지질구조, 층서, 지사, 지체구조 및 지진활동도 등에 대하여, 부지반경 320km 이내의 지역은 광역적 특성을 조사·분석하여야 하고, 부지반경 8km 이내의 지역은 세부 정밀조사를 실시하여야 한다. 기상, 수문 및 해양 분야에서는 원자로시설의 부지선정 및 안전설계에 필요한 지역기후 특성, 국지기상 특성, 부지기상특성, 방사성물질의 대기방출에 의한 확산특성 등을 조사, 평가하여야 한다.
- 내진설계 : 안전관련 시설물의 내진설계를 위한 세부 절차와 방법은 <경수로형 원자력발전소 규제기준 및 규제지침>과 <경수로형 원자력발전소 안전심사지침서>에 구체적으로 제시되어 있다. 내진설계 시 적용하는 입력지진의 크기는 최대 지진가속도의 크기, 설계응답스펙트럼(설계응답스펙트럼은 지진동의 진동수 특성을 대략적으로 나타내 줌), 지진의 지속시간 등을 이용하여 정의한다. 설계지진은 해당 부지의 역사지진 및 계기지진기록과 여러 가지 지진동 특성(지진활동도, 부지와 부근지역의  지질 및 지체구조학적 특성, 지질구조 또는 지체구조구와 지진활동도와의 관계, 최대 잠재지진, 부지에서의 지진파 전달특성 등)을 조사·분석하여 결정한다. 신고리3‧4호기 이전까지는 설계기준지진을 0.2g(g는 중력가속도)으로 정하였으나, 신고리3‧4호기부터는 해외수출 등을 고려하여 0.3g로 상향 조정하였다.  지진응답해석에 필요한 요소는 안전안전심사지침서 및 규제지침을 참고한다.   지진응답 해석으로부터 얻어진 지진응답(변위, 가속도, 부재력 등)을 다른 하중들에 의한 응답과 조합하여 구조물 또는 기기가 고려하는 하중에 대한 저항력을 가지도록 실제 내진설계를 진행하며, 내진검증을 통해 지진하중을 받는 기기의 구조적 건전성(structural integrity)과 작동성(operability)을 확인한다.

### 환경영향평가
원자력발전소 건설 및 운영에 따른 인근 지역의 환경에 미치는 영향을 평가하는 것을 말한다.
- 일반환경 분야 : 환경부의 <환경영향평가서 작성 등에 관한 규정(환경부 고시 2013-171호)>에 따라 정부의 환경영향평가 협의회의 심의를 통해, 평가 항목, 범위 등을 결정하여 환경영향평가서를 작성한다. 환경영향평가서는 발전소 건설 및 운영으로 주변 환경에 미치는 자연생태환경, 수환경, 생활환경 등을 평가하고 필요한 저감대책을 수립하기 위한 문서이다.
- 방사선환경 분야 : 원자력안전법 제10조 제2항에서 정하는 바에 따라, 원자력이용시설 방사선환경영향평가서 작성 등에 관한 규정(원자력안전위원회 고시 2014-11호)에 의거 발전소 건설, 운영 및 사고 등으로 인한 방사선환경영향평가서를 작성한다. 방사선환경영향평가서는 원전 건설, 운영 및 사고로 발생되는 방사선 또는 방사능이 주변 환경에 미치는 영향을 평가하기 위한 문서이다. 방사선환경영향평가는 원전 건설 및 운영에 따른 환경변화 여부를 판정하는 기준으로 이용된다.  즉, 원전 건설, 운영 및 사고 등으로 발생되는 방사성물질 또는 이에 오염된 물질에 의해 인체, 물체 및 공공의 위해 방지에 지장이 없다는 것을 입증하는 평가이다. 또한, 방사선환경영향평가서에는 방사선 및 방사능에 의한 주변 환경에 미치는 영향을 최소화하기 위한 저감대책을 수립하여야 한다.

### 전력수급계획[10]
전기사업법 제 25조에 의해 매 2년 단위로 수립 시행하게 되어 있는 것으로, 전력수요 예측을 비롯해 발전설비 계획 등 안정적인 전력을 공급하기 위한 종합적인 전력수급 계획을 말한다. 이 가운데 2015년 6월에 산업통상자원부에서 발표한 제7차 전력수급기본계획은 안정적인 전력수급과 온실가스 감축을 최우선으로 고려하여 2015년부터 2029년까지 15년 동안의 장기 계획을 담고 있다. 에너지, 전력 및 경제 전문가뿐만 아니라, 환경분야와 시민단체 추천 위원들이 새롭게 참여하여 전력수급안정 외에도 환경보호, 국민수용성 등 다양한 가치를 고려하였다. 특징은 다음과 같다.
- 안정적인 전력수급을 최우선 과제로 추진 : 기온 변동성 확대, 설비건설 차질 등 만일의 수급불안 가능성에 대비하여, 안정적 전력수급이 가능할 수 있도록 설비 확충을 추진한다.
- 수요전망의 정밀성과 객관성 확보 : 선진국(14개국)의 전력수요 변화추세를 반영하고, 기온 변동성을 고려하는 등 수요예측모형을 대폭 개선하였고, 수요전망 시 경제성장률과 전기요금 등 최신의 예측전제를 활용하여 예측의 정밀성 제고하여 GDP성장률은 KDI의 새로운 성장전망치인 3.06%로 조정하였다.
- 에너지신산업을 적극 활용한 수요관리목표 확대 : 최종년도(‘29년) 기준으로 전력소비량 14.3%, 최대전력 12%를 감축하는 수요관리 목표를 정하였다. 그 결과 목표수요는 ‘29년 전력소비량과 최대전력은 각각 65만 6,883GWh, 1억 1,193만kW로 전망되었고, 연평균 증가율은 2.2% 수준이다. 수요관리수단과 관련해서는 수요자원 거래시장(네가와트), ESS(Energy Storage System), EMS(Energy Management System) 등 ICT 에너지 신산업을 적극 활용하기로 한 것도 제7차 전력수급기본계획의 또 다른 특징이다.
- POST 2020 온실가스 감축을 위한 저탄소 전원구성 강화 : Post 2020[12]과 연계하여 온실가스 배출을 감축하기 위한 최대한의 조치를 포함하였다. 전원구성측면에서는 온실가스 부담을 최소화하기 위해 석탄을 줄이고 원전, 신재생 등 친환경 전원의 비중을 늘렸다. 현재 건설 중이고 계획되어 있는 원전 외에, 총 300만kW 규모의 원전 2기(각 150만kW 규모, ‘28년, ‘29년 각 1기씩)를 추가로 건설할 계획이다. 또한 신재생 확대보급을 지속 지원함으로써, 2029년까지 설비용량 기준으로는 약 5배, 발전량 기준으로는 약 4배가 증가할 전망이다.
- 분산형 전원기반구축 및 발전사업 이행력 강화 : 송전 최소화의 편익이 있는 소규모(40MW 이하) 및 수요지 발전설비(500MW 이하)를 분산형 전원으로 정의하고, 전력시장제도 개선, 구역전기사업 경쟁력 강화 등 다양한 방안을 강구할 예정이다. 이러한 노력을 차질 없이 추진할 우경우 2029년의 분산형 전원 비중은 12.5%로 확대될 것으로 전망된다.
- 전원 구성비 전망(피크 기여도 기준) : 6차 수급계획과 비교해서 석탄 비중이 2.5%p 감소하지만, 원전 비중은 1.1%p, LNG비중은 0.4%p, 신재생 비중은 0.1%p 증가할 전망이다.

| 구분       | 원전  | 석탄  | LNG   | 신재생 | 집단 | 석유, 양수 |
| ---------- | ----- | ----- | ----- | ------ | ---- | ---------- |
| 6차(‘27년) | 27.4% | 34.7% | 24.3% | 4.5%   | 4.6% | 4.5%       |
| 7차(‘29년) | 28.5% | 32.2% | 24.7% | 4.6%   | 5.8% | 4.2%       |

## 원자력 발전소의 운전
원자력발전소의 운전 업무는 교대근무(보통 1개 조가 12명으로 구성)를 통해 지속적으로 유지되고 있다. 교대근무 조별 5명은 주제어실에, 그 외의 인원은 현장에 배치된다. 주제어실에는 운전 업무를 지휘 통괄하는 운전팀장, 원자로의 전반적 안전을 감시하는 안전관리자, 원자로와 주변 설비의 운전을 담당하는 원자로운전원, 터빈‧발전기와 주변 설비의 운전을 담당하는 터빈운전원, 송배전‧전기 분야의 운전을 담당하는 송배전운전원 등 5명이 근무한다. 원자로에 핵연료가 장전되어 있을 때에는 원자로조종감독자와 원자로조종사의 면허 소지자 각각 1명 이상을 늘 원자로의 운전업무에 종사하도록 법으로 규정하고 있다.
- 운영기술지침서 : 원자력발전소의 안전성을 확보하기 위해 운전 시에 반드시 지켜야 할 안전수칙을 기술한 문서이다. 운전팀은 <운영기술지침서>에 규정된 안전제한치, 안전계통작동설정치, 운전제한조건 및 자체점검 요구사항이 만족되는지를 계속 확인, 감시 및 점검하며 필요한 경우에 적합한 대응조치를 취해야 한다. 발전소가 안정적인 안전상태의 영역을 벗어난 과도상태가 발생하면, 경보가 작동되어 운전원에 주의를 환기시킨다. 운전원은 그 경보 발생의 그 원인을 찾아 제거하여, 안정적 안전상태로 되돌릴 수 있다. 운전제한조건은 어느 특정 계통의 일부가 운전불능상태인 것이 확인된 경우에 적용하는 것으로, 운전불능상태를 정상 복구할 때까지 허용되는 제한시간과 이를 지키지 못했을 때 취할 조치 내용과 방법을 기술하고 있다. 안전계통작동설정치는 발전소 보호를 위해 정지 또는 안전방호계통이 자동 작동된 경우에 적용한다. 이 상황은 운전제한조건 보다 과도현상의 정도가 좀 더 과한 경우이다. 이 경우는 발전소가 자동으로 정지되기 때문에 발전소 정지 후 원인을 찾아 복구조치 한다. 안전제한치는 발전소 설계 시 고려한 설계기준사고의 분석결과에 근거해서 설정한 운전제한 값으로, 안전계통의 다중고장이나 설계기준을 초과하는 과도현상이 유발된 경우에나 가능할 수 있다. 만약 이 제한 값에 도달한 것이 확인되면 즉시 발전소를 정지하고 그 원인을 파악해야한다. 이 제한 값으로 정지한 경우에는 규제기관의 승인을 받아야 발전소 재기동이 가능하다.
- 원자로조종면허 : 원자로조종면허는 원자력 법규[14]에서 정하는 응시자격을 갖추고 국가가 실시하는 시험을 통과한 사람에게 발급되는 면허로서, 원자로조종감독자면허와 원자로조종사면허가 있다. 원자로의 노형에 따라서는 발전용원자로 가압경수로형, 발전용원자로 가압중수로형, 연구용원자로 총 3종으로 구분된다. 여기서 다시 용량급 및 핵증기공급계통의 공급사별로 구분함으로써, 각각의 면허별 취급 범위 및 대상 원자로가 정해진다. 원자로조종면허 응시자격은 학력과 실무경력을 종합하여 부여되며[15], 시험은 필기와 실기 시험으로 나뉘어 진행된다. 원자로조종면허 취득자의 지속적인 자질 향상과 면허 유지를 위한 제도적 장치는 면허갱신(license renewal) 프로그램이다. 취득한 원자로조종면허의 자격이 계속 유지되려면, 3년마다 주기적으로 보수교육을 이수해야 한다.
- 운영절차서 : 원자력 발전소의 설비나 계통 등을 기동‧정지‧조작하는 방법과 직무 수행 요령을 상황별 순서에 따라 논리적으로 기술한 문서이다. 원자력 발전소에서는 경험이나 기능적 숙련을 바탕으로 운전조치를 해서는 안 되며, 반드시 <운영절차서>에 기술된 내용에 따라 운전조치를 수행해야 한다. 절차서에 따라 모든 운전 조치를 수행토록 하는 것은 국제적인 안전수칙이다. 이렇게 하는 것은 인적 실수를 배제하고 운전 품질을 높이며, 규제요건의 준수를 보장하기 위기 위함이다. 따라서 주제어실에는 업무 효율 증진과 긴급 대응조치를 위해 필요한 모든 <운영절차서> 최신 개정판이 비치되어 있어야 한다. 원자력발전소에서 구비하여야 할 절차서의 종류는 크게 세 가지 범주로 구분된다. 첫째는 행정, 운전, 시험 및 보수 등에 관한 관리절차서이며, 둘째는 정상운전절차, 비정상운전절차, 비상운전절차 등의 내용을 담은 운전절차서, 셋째는 중대사고의 완화 및 방지를 위한 중대사고 관리지침서이다. 비상운전절차서와 중대사고 관리지침서에는 원자력발전소 사고를 예방하고 사고 발생 시 비상상태를 완화하기 위해 필요한 대처 절차와 지침이 담겨 있다. 이들은 원전 설계 시 고려된 가상사고 시나리오 중 어느 한 사고가 발생한 경우에 사용되며, 적절성 여부에 대해 규제기관의 검토를 받도록 규정하고 있다. 비상운전절차서로 발전소를 안전정지 상태로 복구하는 데 실패해 원자로심의 핵연료 건전성이 보장될 수 없는 것으로 확인되면, 사고확대 방지를 위해 중대사고 관리지침서에 따른 대응 조치가 필요하다.

## 자연재해 대책

### 가동원전 지진대응
가동 중인 원전부지 및 주요 건물에는 관련 규정에 따라 지진발생을 상시 감지하여 지진동 기록시작 설정 값(0.01g, g는 중력가속도) 이상의 지진 발생 시 신속한 대응조치와 원전 설비의 지진영향 평가를 위한 계측자료 확보가 가능하도록 지진감시설비가 구축되어 있다. 지진감시설비는 원전별로 독립적으로 구성되며, 시간이력가속도계와 지진스위치 등의 계측기, 지진파 기록장치와 지진파분석 컴퓨터 등의 제어반, 제어반 경보등과 발전소 주제어실 경보창 등의 경보시스템을 포함한다.
지진계측기에 의해 0.01g 이상의 지진동이 감지되면 아래와 같은 조치가 취해지며, 발전소 지진동보시스템에 의해 원자력안전위원회 주재관, 지역주민 및 유관기관, 발전사업자 본사 담당자 등에게도 지진발생이 통보된다.
| 조치                                                            | 내용 |
| --------------------------------------------------------------- | --- |
| ①원자로 정상운전 확인                                           | |
| ②지진발생 확인                                                  | - 원전 주제어실 경보창에서 지진기록장치 동작 신호 확인 - 지진감시설비 제어반 경보등에서 지진기록장치 동작 신호 확인 - 기상청 지진/지진해일 통보시스템에서 발전소 인근지역 지진발생 통보문 접수여부 확인 - 원전 부지 내 타 호기 감지 여부 및 발전소 영향 유무 확인 - 시간이력가속도계의 계측자료 분석 후 지진의 크기 확인 |
| ③ 원전 주제어실 및 현장 점검                                    | - 원자로 및 터빈 발전기 출력상태 확인 - 원자로냉각재계통, 제어봉 지시계통, 핵계측계통, 급수계통 등의 운전상태 확인 - 구조물 균열여부 등 건전성 확인 |
| ④ 원전 수동정지 및 방사선비상계획서에 따라 비상발령 및 후속조치 | - 지진계측자료 분석결과 운전기준지진 초과로 확인되거나, 현장점검결과 원전 주요설비 및 구조물에 손상이 발견된 경우 |

한편, 0.1g 이상의 지진동이 감지(지진계측자료 분석결과 운전기준지진 초과판정, 4시간  이내)되면, 비정상운전절차에 따라 발전소를 안전하게 정지시킨 후 방사선비상계획서에 따라 비상발령 및 후속조치를 취한다. 지진동이 0.18g 이상이면, 자동정지한다(신형원자로는 0.27g).
운전정지 후 후속조치는 다음 사항을 포함한다.
| 후속조치 내용                                                         | 후속조치 내용 |
| --------------------------------------------------------------------- | --- |
| ① 원전 전체 설비 및 구조물 손상여부 확인을 위한 전 부서 합동점검 수행 | - 기기 정착부 및 격리장치 손상여부 확인 - 기기 변형 여부, 부착된 전선관 및 배관 손상여부 확인 - 구조물 균열 발생 여부 및 지반침하 발생 여부 확인 |
| ② 안전등급 1‧2‧3급 기기에 대한 성능시험 수행                          | - 안전주입펌프 운전가능성 및 안전등급 관련 시험 등                                                                                               |
| ③ 지진으로 인한 발전소 점검사항 수행                                  | - 격납건물 건전성 확인시험, 원자로정지기능 확인시험, 노심냉각기능 확인시험, 주제어실 건전성 확인시험 등                                          |

지진발생 시 보고 및 정보공개와 관련하여 지진기록장치 동작신호가 발생하거나 운전기준지진 초과에 의해 원전 운전이 정지되면 4시간 이내 원자력안전위원회에 보고하고 언론 및 인터넷에 관련정보를 공개하도록 하고 있다.

### 지진해일 대비대책
지진해일(tsunami)은 기상학적 현상이 아닌 해저지진, 화산폭발 또는 해저나 해안의 대규모 지반활동 등에 의하여 해양이나 호수에서 발생하는 일련의 파랑작용으로 정의된다. 지진해일은 장파로서, 전파속도가 매우 빠르기 때문에 파형의 큰 변화 없이(따라서 에너지의 큰 감소 없이) 매우 먼 거리를 전파할 수 있다. 따라서 태평양과 같은 대양에서 지진해일이 발생하면, 주변 지역은 물론 멀리 떨어진 지역에서도 지진해일에 의해 피해를 입을 수 있다.
대한민국 원전이 위치하고 있는 한반도 해안에 영향을 미칠 수 있는 지진해일이 발생 가능한 해역으로는 동해 북동부 지역(동해 동연부, 북미판과 태평양판의 가상경계)의 해저활성단층을 비롯하여 서해, 한반도 남동해상, 그리고 일본 남서제도 주변을 들 수 있다. 따라서 해안에 건설되는 원자력발전소에 대해서는, 계획단계에서 그 부지의 내진성 평가와 함께 지진해일에 대한 안전성 평가도 해야 할 필요가 있다. 원자력발전소의 홍수요인을 고려한 설계지침으로 <원자로시설 부지의 수문 및 해양 특성에 관한 조사․평가 기준(원자력안전위원회고시 제2014-26호)>이 있다. 이 기준에서는 수치모델을 이용하여 지진해일을 분석‧조사할 때의 기본적 항목을 규정하고, 모델의 적합성, 부지에의 적용성을 입증할 것과 최대수위, 최저수위에 대해 부지의 안전성을 평가할 것을 명시하고 있다.
지진해일에 대한 원전의 안전성 확보는 크게 두 가지 관점에서 살펴볼 수 있다. 첫째는 지진해일의 처오름에 의한 부지의 범람과 해안 인접시설의 침수 가능성을 평가하여, 발전소의 안전성을 확보하도록 하는 것이고, 둘째는 처내림에 대한 해수 취수펌프의 취수능력을 확보하는 것이다.
또한, 가동 중인 원전은 지진의 경우와 마찬가지로, 기상청의 지진해일경보시스템을 통해 지진해일이 원전시설에 도달하기 전에 지진해일 내습정보를 통보받아 설비보호 등 사전대응을 수행한다.

### 후쿠시마 원전 사고 후속조치
후쿠시마 원전사고는 원자력발전소에서 대규모 지진 또는 지진해일이 발생 시, 비상전력계통 및 최종 열제거설비 기능의 중요성을 일깨워 준 사고였다. 이에 대한민국은 원자력 안전의 기반인 심층방어의 취약점을 다양한 관점에서 보강하기에 이르렀다.
먼저 자연재해에 의한 초기사건의 발생(지진 및 쓰나미)에 대한 설계보강을 비롯해, 해안방어벽을 넘어오는 쓰나미로 인한 부지 침수에 대비하여 원전안전에 중요한 핵심설비들의 침수방지설비, 그리고 비상전력공급시설의 침수에 대비한 별도의 독립된 이동전력설비(이동형 비상발전기), 사용후연료저장조 냉각기능 상실 시 대책 확보 등 심층방어를 강화하는 여러 가지 조치를 수행하였다. 이동형 비상발전기는 비상디젤발전기가 침수됐을 경우에 대비해 최대 200시간 연속 전원 공급이 가능한 3200kW급 발전기로, 차량에 장착돼 평소 침수 예방을 위해 부지가 높은 곳에서 대기하고 있다가 비상시 출동해 원전에 전력을 공급하는 역할을 하게 된다.
또 방파제를 보강하였고, 비상전원을 추가로 확보하여 높은 위치에 설치하였으며, 주요 안전설비들이 위치한 건물은 침수가 되지 않도록 보강하는 등 비상전원과 비상노심냉각이 가능하도록 조치를 취하였다.
또한, 노심 용융과 같은 중대사고 시 발생하는 수소가 격납건물 내에서 폭발하지 않도록, 피동수소제거장치가 추가 설치되었다. 이러한 다양한 조치에도 불구하고 노심이 용융되고 격납건물의 압력이 높아지는 경우, 건전성이 상실되는 것을 막기 위한 추가조치로, 모든 원전에 격납건물배기필터계통을 2020년까지 모든 원전에 추가로 설치하는 계획이 진행되고 있다.

### 후쿠시마 원전과 대한민국 원전의 차이점
대한민국 원자력발전소와 일본 후쿠시마 원자력발전소의 차이점은 첫째 원자로 종류이다. 대한민국의 원자력 발전소는 대부분 분리, 폐쇄형 설계구조인 가압경수로인 반면, 후쿠시마 원전은 일체형 구조인 비등경수로이다.
후쿠시마 원전의 비등경수로는 원자로 내의 냉각수 비등(Boiling)에 의해 생성된 증기가 직접 터빈 발전기를 돌리는 방식으로, 원자로 계통의 압력(약 70kg/cm²)이 낮고, 비등 시 생성되는 기포의 반응계수로 인해 가압경수로에서 원자로 출력제어에 사용하는 붕산을 사용하지 않아, 구조물의 부식 정도가 감소하며, 가압경수로에서 해야 하는 증기발생기 세관 점검·정비가 필요 없으므로 작업자의 방사선 피폭이 적을 수 있다.
그러나 비등경수로의 경우, 증기발생기가 없으므로, 출력 운전 중 원자로 격납건물 외부에 위치한 터빈 발전기 계통에 대해, 방사선 피폭 관리가 필요하다. 특히 2011년 후쿠시마 사고에서 보듯이 원자로 냉각재를 사용하는 1차계통과 터빈 발전기가 있는 2차계통과의 경계 차단설비인 증기발생기가 없음으로 인해, 사고 시 방사성물질 차단에 어려움이 있었다. 또 설계적으로 원자로 격납건물(후쿠시마 Mark-I형)의 체적이 작아 사고 발생 시 그 압력을 견디는 능력이 상대적으로 낮다.
두 번째 차이점은 대한민국 원전은 지진해일로 인해 전기가 끊기더라도 증기발생기를 이용한 원자로심의 냉각이 가능하다는 점을 들 수 있다. 설령 냉각기능이 상실되어 원자로에서 다량의 수소가 발생, 원자로 건물로 나오더라도, 원자로 건물의 내부 부피가 일본 후쿠시마 원자로 노형의 5배나 되고, 전원 없이 작동되는 수소제거설비가 설치되어 있어 원자로 건물의 수소폭발 가능성은 거의 없다.
체르노빌의 경우 핵연료의 출력 발생을 위해 흑연을 사용하는 흑연감속비등경수형 원자로로서, 사고 당시 원자로의 고온에 의해 야기된 흑연 발화에 의한 원자로 폭발이 있었으며, 원자로 격납건물이 취약하여 방사성물질을 포함한 폭발 비산물이 직접 환경으로 확산되었다.
동일한 가압경수로형인 미국 스리마일 아일랜드(TMI) 원자력발전소 사고 시에는 내부 수소폭발이 발생하였지만, 견고하고 큰 원자로 격납건물은 사고 기간 중의 압력상승 등을 견뎌 환경으로 방사성물질 방출을 소량으로 제한하였다. 대한민국 원자력 발전소의 원자로 격납건물은 120센티 두께의 철근 콘크리트로 설계되었다.

## 원전 현황

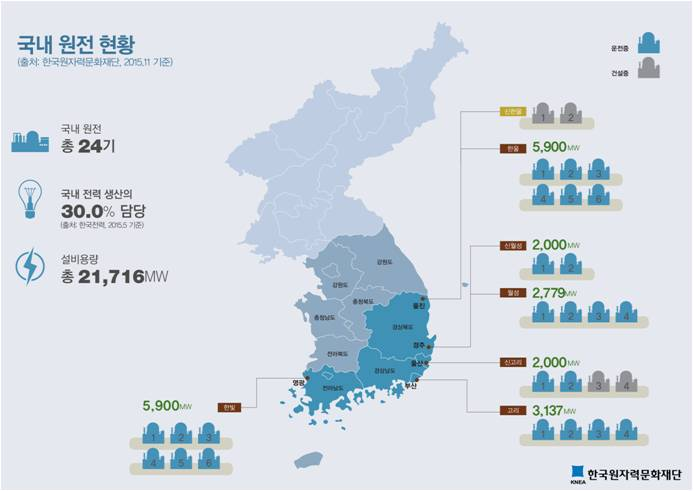
국내원전현황

| 구분 | 호기                     | 상업운전 개시    | 원자로형               | 설비용량 (kW) |
| ---- | ------------------------ | ---------------- | ---------------------- | ------------- |
| 고리 | 고리 1호기               | 1978년 4월 29일  | 가압경수로 (PWR)       | 58만 7천      |
| 고리 | 고리 2호기               | 1983년 7월 25일  | 가압경수로 (PWR)       | 65만          |
| 고리 | 고리 3호기               | 1985년 9월 30일  | 가압경수로 (PWR)       | 95만          |
| 고리 | 고리 4호기               | 1986년 4월 29일  | 가압경수로 (PWR)       | 95만          |
| 고리 | 신고리 1호기             | 2011년 2월 28일  | 가압경수로 (OPR-1000)  | 100만         |
| 고리 | 신고리 2호기             | 2012년 7월 20일  | 가압경수로 (OPR-1000)  | 100만         |
| 새울 | 새울 1호기               | 2016년 12월 20일 | 가압경수로 (APR-1400)  | 140만         |
| 새울 | 새울 2호기               | 2019년 8월 29일  | 가압경수로 (APR-1400)  | 140만         |
| 새울 | 새울 3호기               | 2024년 10월 예정 | 가압경수로 (APR-1400)  | 140만         |
| 새울 | 새울 4호기               | 2025년 10월 예정 | 가압경수로 (APR-1400)  | 140만         |
| 월성 | 월성 1호기               | 1983년 4월 22일  | 가압중수로 (CANDU)     | 67만 9천      |
| 월성 | 월성 2호기               | 1997년 7월 1일   | 가압중수로 (CANDU)     | 70만          |
| 월성 | 월성 3호기               | 1998년 7월 1일   | 가압중수로 (CANDU)     | 70만          |
| 월성 | 월성 4호기               | 1999년 10월 1일  | 가압중수로 (CANDU)     | 70만          |
| 월성 | 신월성 1호기             | 2012년 7월 31일  | 가압경수로 (OPR-1000)  | 100만         |
| 월성 | 신월성 2호기             | 2015년 7월 24일  | 가압경수로 (OPR-1000)  | 100만         |
| 한빛 | 한빛 1호기               | 1986년 8월 25일  | 가압경수로 (PWR)       | 95만          |
| 한빛 | 한빛 2호기               | 1987년 6월 10일  | 가압경수로 (PWR)       | 95만          |
| 한빛 | 한빛 3호기               | 1995년 3월 31일  | 가압경수로 (System 80) | 100만         |
| 한빛 | 한빛 4호기               | 1996년 1월 1일   | 가압경수로 (System 80) | 100만         |
| 한빛 | 한빛 5호기               | 2002년 5월 21일  | 가압경수로 (KSNP)      | 100만         |
| 한빛 | 한빛 6호기               | 2002년 12월 24일 | 가압경수로 (KSNP)      | 100만         |
| 한울 | 한울 1호기               | 1988년 9월 10일  | 가압경수로 (PWR)       | 95만          |
| 한울 | 한울 2호기               | 1989년 9월 30일  | 가압경수로 (PWR)       | 95만          |
| 한울 | 한울 3호기               | 1998년 8월 11일  | 가압경수로 (KSNP)      | 100만         |
| 한울 | 한울 4호기               | 1999년 12월 31일 | 가압경수로 (KSNP)      | 100만         |
| 한울 | 한울 5호기               | 2004년 7월 29일  | 가압경수로 (KSNP)      | 100만         |
| 한울 | 한울 6호기               | 2005년 4월 22일  | 가압경수로 (KSNP)      | 100만         |
| 한울 | 신한울 1호기             | 2022년 12월 7일  | 가압경수로 (APR-1400)  | 140만         |
| 한울 | 신한울 2호기 (시운전)    | 2024년 4월 예정  | 가압경수로 (APR-1400)  | 140만         |
| 한울 | 신한울 3호기 (건설 예정) | 2032년 10월 예정 | 가압경수로 (APR-1400)  | 140만         |
| 한울 | 신한울 4호기 (건설 예정) | 2033년 10월 예정 | 가압경수로 (APR-1400)  | 140만         |

## 원전 수출

### UAE
2009년 12월 27일 한국은 아랍에미리트에 1400MW급 원전(APR-1400) 4기를 건설하는 역대 최대 해외공사수주이자, 최초의 원전 수출 계약을 체결했다. 발전소의 설계, 구매, 시공 등 건설부문 계약금액만 200억 달러에 이르며, 원전 건설 후 60년 가동기간 중 운전과 정비 등 운영지원 부문에서도 추가 수주가 필요한 단일 수출로는 최대규모이다. 한국 정부가 200억 달러로 발표한 UAE 원전수주액이 실제로는 230억 달러에 육박할 것으로 알려졌다.
원전 수주는 발전소가 준공 되더라도 핵연료를 비롯해 원전 가동에 필요한 다양한 기기부품의 수출이 이어져, 지속적인 수익을 창출할 수 있고, 우수한 인력을 수출할 수 있다. UAE 원전사업은 한국전력이 주계약자로서 사업을 총괄 수행하고 있으며, 향후 장기적인 운영파트너로서 동사업에 UAE원자력공사(ENEC)와 합작투자로 참여하고 있다. 또한 국내 기업들이 설계(한국전력기술), 제작(두산중공업), 시공(현대건설/삼성물산), 시운전 및 운영지원(한국수력원자력) 등 사업 전반에 걸쳐 참여하고 있다. 한국수력원자력은 2016년 7월 BNPP원전 운영사인 Nawah Energy와 운영지원계약을 체결하였고, 2019년 6월 한수원-KPS 컨소시엄이 Nawah Energy와 정비사업계약을 체결하여 후속사업에 주도적으로 참여하고 있다.
한국은 UAE 원전사업을 수주함으로써 세계 6번째로 상용원전 수출국으로 부상했다. 특히 UAE 원전수출은 현재 세계적으로 원전산업을 선도하고 있는 프랑스 아레바사 및 미국 GE사와 일본 히다치사 컨소시엄과 경합 끝에 얻은 성과로, 한국형 원전의 우수성을 세계적으로 인정받았다는 데 큰 의미가 있다. 이것으로 한국은 1978년 상업형 원전인 고리 1호기를 외국 기술로 도입하여 가동한 이후 31년 만에 우리 기술로 원전을 수출하는 나라가 되었으며, 1958년 원자력 연구를 시작한지 반세기만에 세계 원자력 시장에서 미국, 프랑스 등의 원자력 선진국과 당당하게 경쟁할 수 있는 원자력 수출국이 되었다.
2021년 4월 BNPP 1호기가 성공적으로 상업운전에 돌입하여 한국의 설계, 제작, 시공, 운영 등 해외원전사업 능력을 전세계에 입증하게 되었으며, 신흥원전시장에서 제2의 해외원전수출의 교두보가 될 것으로 기대된다.

### 요르단
2010년 3월 30일 요르단에서, 한국 최초의 연구용 원자로 수출 계약을 정식 체결했다. 요르단 수도 암만 북쪽 70km 이르비드(Irbid)에 있는 요르단과학기술대학교(JUST)에 2014년까지 열출력 5MW급 개방수조형 다목적 원자로와 동위원소 생산시설 등을 건설하는 사업으로, 한국원자력연구원·㈜대우건설 컨소시엄이 2011년 7월 예비안전성 분석보고서와 방사선 환경영향 평가보고서 등 건설허가 신청서류를 요르단원자력규제기관(EMRC)에 제출하여 2013년 8월 건설허가를 취득했으며, 2016년 핵연료장전허가를 획득하여 핵연료를 장전하고 시운전 시험을 완료, 2016년 12월7일에 준공식을 가졌다. 건설비는 1500억원이며, 원자로 운전 요원 20명은 하나로에서 현장실습 훈련 등 5주간의 훈련을 받는다.
연구용 원자로 기술 수출뿐만 아니라, 요르단의 원자력연구개발을 수행할 인력 양성에도 기여해, 2012년부터 요르단원자력위원회 (JACE)등으로부터 위탁받은 젊은 요르단 과학자들의 교육 훈련도 실시하였다. 교육 훈련을 마친 요르단 과학자들은 JRTR의 운전과 원자로 유지 보수, 방사선 안전관리와 동위원소 생산 등을 담당하게 된다. JRTR은 중성자를 이용한 기초과학 연구와 신물질 개발, 의료 및 산업용 방사성 동위원소 생산, 핵연료와 원자로 구조재 등 원자력재료의 안전성 및 건전성 조사시험 등을 수행할 계획이다.

### 네덜란드
연구용 원자로 '오이스터'의 원자로 출력 증강 및 냉중성자 연구 시설을 설치하는 사업으로 2015년에 계약을 체결하였다.

### 사우디아라비아
2015년 9월에는 사우디아라비아와 스마트원자로 기술 수출 계약을 체결 하였다.

### 터키
2010년 6월 15일 터키 대통령이 국빈방문하여 정상회담을 가진 후, 양국이 원전계약에 대한 MOU를 체결했다. 한국은 터키 시놉 원전 2기에 대한 수의계약을 체결할 것으로 알려졌으나, 실패하였다. 원전수주 금액은 약 100억달러(약 12조원)이며, UAE에 수출키로 한 것과 동일모델인 1400㎿급 한국형원전(APR-1400) 2기를 공급하려고 한다. 최초의 APR-1400은 신고리3호기로 2013년에 완공예정이다. 2007년 11월 28일 착공한 신고리 3·4호기는 국내 최초의 140만㎾급 대용량 신형 원전으로 7년간 총 5조7330억원의 사업비가 투입돼 오는 2013년 9월과 2014년 9월에 각각 준공된다.

## 연표
- 1956년 2월 : 한미원자력협정 체결
- 1957년 8월 : IAEA에 창설된 해에 가입했다.
- 1958년 3월 11일 : 원자력법 제정
- 1959년 3월 : 원자력연구소(현재 한국원자력연구원) 설립.
- 1959년 : 이승만 정부, 문교부 원자력과 신설, 서울 공릉동에 최초의 연구용 원자로인 트리가 마크2호 도입. 원자로 건설비의 절반 가까운 35만 달러를 미국 정부로부터 무상 차관을 받음.
- 1971년 : 최초 원전 고리1호 착공. 사업 주체인 한국전력공사(한전)은 경제성과 건설실적 등을 감안해 웨스팅하우스사를 계약자로 선정하였으며, 일괄발주 방식으로 1970년 6월 발전소 공급 계약을 체결하였다.
- 1972년 : 연구용 원자로 트리가 마크3 완공
- 1973년 3월 : 한미원자력협정 개정
- 1978년 : 최초 원전 고리 1호 상업운전
- 1983년 : 고리 2호기 상업운전, 월성 1호기 상업운전
- 1987년 : 중수로용 핵연료 국산화
- 1988년 : 경수로용 핵연료 국산화
- 1995년 : 연구용 원자로 하나로 완공. 열출력 30MW급. 한국원자력연구원에서 운영한다. 2010년 기준으로 유일한 연구용 원자로. 세계 7위의 고성능 연구용 원자로이다.
- 1999년 : 연구로용 개량 핵연료 개발
- 2002년 : 한국원자력연구원, 일체형 원자로인 스마트 원자로 기본설계 완료
- 2006년 : 원자력발전소 이용률 세계3위 달성
- 2009년 6월 24일 : 네덜란드 7천억원, 80MW급 PALLAS 연구로 건설사업에서 아르헨티나 INVAP이 우선협상대상자로 선정되었다. 한국은 사상최초로 주관기관으로 국제입찰에 도전했는데, 2위로 선정되었다.
- 2009년 11월 : 요르단기술위원회 실사단이 방한, 연구용 원자로인 하나로를 둘러보면서 "요르단 연구용 원자로의 미래를 보는 것 같다"고 말함.
- 2009년 12월 4일 : 요르단 정부가 발주한 연구용 원자로 JRTR 건설 사업에 최우선협상대상자로 선정됨
- 2009년 12월 27일 : 아랍에미리트에 원전 수출 계약. 400억 달러(약 47조 원) 규모로, 1400MW급 원전 4기의 설계, 건설, 준공 후 운영지원, 연료공급을 포함하는 일괄수출 계약이다. 한국의 해외사업 수주 역사상 최대 규모로, 종전의 리비아 대수로 2단계 공사 수주액인 63억 달러 보다 6배 이상이다.
- 2010년 1월 15일 : 네덜란드가 PALLAS 연구로 입찰을 중단한다고 통보했다. 최저가 입찰로 승부를 걸었던 아르헨티나 INVAP에 설계상 문제점이 있다고 알려졌다. 2위였던 한국에 기회가 다시 올 수 있다고 보도되었다.
- 2010년 1월 19일 : 한국원자력연구원이 아제르바이잔 국립학술원 산하 방사선연구소(IRP)와 기술협력을 위한 양해각서(MOU)를 체결했다. 아제르바이잔은 2011년 수도 바쿠 인근에 열출력 15MW급 연구용 원자로 건설 계획을 확정할 예정이다.
- 2010년 2월 17일 : 교육과학기술부는 암진단에 사용되는 테크네슘(Tc-99m) 생산용으로 2500억원짜리 열출력 20MW급 연구용 원자로를 건설하려고 한다고 밝혔다. 원자력 수출 틈새시장으로 부상한 연구용 원자로의 수출모델을 확보하는 목적도 있다.
- 2010년 3월 30일 : 요르단에 한국 최초의 원자로 수출 계약 정식 체결 (요르단 수도 암만 북쪽 70km 이르비드(Irbid)에 있는 요르단과학기술대학교에 2014년까지 열출력 5MW급 개방수조형 다목적 원자로와 동위원소 생산시설 등을 1500억원으로 건설)
- 2011년 : 스마트 원자로 개발 완료
- 2013년 5월 : 영광원자력발전소와 울진원자력발전소가 각각 한빛원자력발전소와 한울원자력발전소로 개명
- 2013년 : 2013년 원전비리 사건 발생
- 2014년 3월 : 한미원자력협정 만료
- 2015년 11월 25일 : 신 한미원자력협정 발효
- 2017년
  - 스마트 원자로 1호기 완공예정. 건설비 7천억원이며 열출력 330MW이다. 대형 원자로와 달리 원천기술을 한국이 보유했다. 러시아 핵잠수함 원자로를 국산화, 상용화한 것이다. 기존 원전보다 안전성이 100배 향상되었다. 중소형이라서 많은 중진국들에게 수출할 수 있을 것으로 기대하고 있다.
  - 6월 19일 : 고리원자력발전소 고리 1호기 가동 중단
  - 7월 14일 : 신고리원자력발전소 5~6호기 공사가 3개월간 중단. 시민 배심원단으로 구성된 공론화위원회가 공사의 재개/중단 여부 결정.[22]
  - 10월 20일 : 공론화위원회가 신고리원자력발전소 5~6호기 공사 재개를 결정. 또한 원전 축소하는 쪽으로 에너지 정책 결정 권고.[23]

## 같이 보기
- 아톰케어(AtomCARE)
- SMART-P
- SMART 원자로
- 하나로 원자로
- 화력 발전소
- 울산화력발전소